# Archelaüs van Sparta
Archelaos (Grieks:  Ἀρχέλαος) was een koning van Sparta, de zevende van de Agiaden, die regeerde tussen 790 en 760 voor Christus. Hij was de opvolger van volgens de ene bron Menelaos, volgens de andere van Agesilaos I. Zeker is wel dat hij opgevolgd werd door zijn zoon Teleklos.
Over zijn regeerperiode is niet zoveel bekend, enkel dat hij de Arcadiërs beschuldigde dat ze een alliantie gesmeed hadden met Egypte. Daarom viel hij samen met zijn medekoning, Charillos van de Eurypontiden, de stad Aigys binnen, die hij tot de laatste steen verwoestte. Alle inwoners werden tot slaaf gemaakt. 